# Koniuji Island
Koniuji Island ist eine kleine, unbewohnte Insel der Andreanof Islands, die zu den Aleuten gehören. Die etwa 1,3 km lange und 126 m hohe Insel liegt etwa 16 km nördlich von Atka Island.
1826 wurde das Eiland erstmals von Gavril Sarichev als Kanigui Island beschrieben.